# Hexatioplumbita
La hexatioplumbita és un mineral de la classe dels sulfats.

## Característiques
La hexatioplumbita és un sulfat de fórmula química [Pb₄OH₄]Pb(S₂O₃)₃. Va ser aprovada com a espècie vàlida per l'Associació Mineralògica Internacional l'any 2022 i publicada en el mes de juliol de 2023. Cristal·litza en el sistema hexagonal.
Les mostres que van servir per a determinar l'espècie, el que es coneix com a material tipus, es troben conservades a les col·leccions mineralògiques del Museu d'Història Natural del Comtat de Los Angeles, a Los Angeles (Califòrnia) amb els números de catàleg: 76187, 76188 i 76189.

## Formació i jaciments
Va ser descoberta a la mina Redmond, a Waterville Lake, dins el comtat de Haywood (Carolina del Nord, Estats Units). Aquest indret és l'únic a tot el planeta on ha estat descrita aquesta espècie mineral.